# Schulen im Exil
Schulen im Exil wurden nach 1933 überwiegend von Lehrern und Erziehern gegründet, die Deutschland aus politischen Gründen oder aufgrund ihrer jüdischen Abstammung verlassen mussten. Sie gründeten auf der ganzen Welt mehr als 20 pädagogische Einrichtungen, häufig Internate, die größtenteils in der Tradition der Reformpädagogik und der Landerziehungsheime standen. Alleine in Großbritannien gab es mindestens sieben derartiger Gründungen, doch begann der Aufbau der Exilschulen nicht erst in den Jahren 1938/1939 als Folge der Kindertransporte, sondern gleich nach der nationalsozialistischen Machtergreifung im Jahre 1933. Die Exilschulen unterschieden sich voneinander konzeptionell und organisatorisch in mehrfacher Hinsicht, und das nicht nur in Großbritannien, aber sie alle hatten ein gemeinsames Aufgabe: die entwurzelten Flüchtlingskinder darin zu unterstützen, in einer ihnen fremden Umgebung eine neue Identität zu entwickeln und sie auf ein (Über-)Leben in der Fremde vorzubereiten.
Neben der Betreuung und Bildung der Kinder hatten die Schulen im Exil eine weitere wichtige Funktion: Sie boten Arbeitsplätze für deutsche Emigrantinnen und Emigranten, für pädagogisch vorgebildete Personen ebenso wie für Akademikerinnen und Akademiker ganz allgemein und leisteten so einen Beitrag zu deren wirtschaftlichem Überleben in der Fremde.

## Die Vertreibung progressiver Pädagogik aus Deutschland
In der Weimarer Zeit hatte sich in Deutschland eine reformorientierte Pädagogik herausgebildet, die von der eher bürgerlich orientierten Reformpädagogik bis hin zu einer sozialistisch orientierten Erziehungsbewegung reichte. All diese Ansätze wurden nach 1933 innerhalb Deutschlands weitgehend zerstört. Lediglich die Jüdischen Landschulheime bildeten bis etwa 1938 noch einen Ort der Inneren Emigration für reformpädagogische Ansätze „in der Tradition des liberalen Flügels der Landerziehungsheimbewegung“, während sich ansonsten nur das Exil als Ort anbot, an dem sie bewahrt und weiterentwickelt werden konnten. Zu einem hohen Preis allerdings: der Vertreibung auch der Protagonistinnen und Protagonisten dieser Erziehungsgedanken aus Deutschland.
Protagonistinnen und Protagonisten der Schulen im Exil waren sehr häufig jüdische Pädagoginnen und Pädagogen, die teilweise zusammen mit ganzen Schulklassen oder Schulen den Weg in die Emigration beschritten. Zu ihnen gesellten sich Akademikerinnen und Akademiker, die von den deutschen Hochschulen vertrieben worden waren. Ihre Schülerinnen und Schüler stammten entweder aus bereits in der Emigration lebenden Familien oder wurden von ihren noch in Deutschland lebenden Eltern vorsorglich ins Ausland gebracht, um sie vor den zunehmenden Ausgrenzungen und Repressionen in Deutschland zu schützen. Sie alle fanden sich aufgrund der bedrängten existenziellen Situation meist in Schulen in der Tradition der Landerziehungsheime wieder, weil es so am ehesten möglich war, die Schulen kostengünstig selbst zu bewirtschaften und in diese Selbstbewirtschaftung sowohl die Schülerschaft als auch die Lehrerschaft einzubeziehen. Die „Erziehung zum Menschen und zur sozialen Verantwortlichkeit“ als eine der Erziehungsmaximen konnte so aus dem Schulalltag heraus entwickelt werden und blieb kein abstraktes Erziehungsziel.
In ihrem jeweiligen Gastland versuchten sich die Schulen im Exil als die Botschafter der „wahren“ deutschen Kultur zu präsentieren, was nicht immer einfach war, weil der Arm des faschistischen Deutschlands auch in viele Gastländer reichte oder sich dort starke reichsdeutsche Kolonien befanden. Dennoch „bewiesen einige Schulen ein spezifisches Selbstverständnis, leisteten Beiträge zur Lösung pädagogischer Probleme im Gastland und brachten es – wenn auch unter zum Teil erheblichen Veränderungen – fertig, längerfristig oder gar bis heute zu überdauern“.
In den einzelnen Exilländern waren die Bedingungen sehr unterschiedlich. Exilanten waren selten willkommen, und so reicht die Skala von Ignoranz bis zu totaler Ablehnung. In den nachfolgenden Abschnitten wird für jedes Land ein kurzer Abriss über die dortigen Bedingungen für Emigranten vorangestellte. Der muss kursorisch ausfallen. Für genauere Länderanalysen sei auf das Buch Handbuch der deutschsprachigen Emigration 1933–1945 verwiesen.

## Argentinien
Auch, wenn Argentinien im März 1945 als letzter Staat der Welt Deutschland noch den Krieg erklärte: „Das in Argentinien mächtige Militär sympathisierte mit den Achsenmächten, also Deutschland und seinen Verbündeten, und verhinderte einen Kriegseintritt auf Seiten der Alliierten. Schließlich gab es zwischen dem argentinischen Militär und dem deutschen Vorbild eine fast hundertjährige Tradition der Kollaboration. Die argentinische Luftwaffe war wesentlich von deutschen Experten aufgebaut worden, die argentinische Militärjunta somit ausnehmend deutschfreundlich.“ Und spätestens ab dem Putsch der Militärs im Jahre 1943 kann man von Argentinien als einem pro-faschistischen Land sprechen. Zudem gab es in Argentinien viele deutsche Auswanderer aus dem 19. und 20. Jahrhundert, eine „deutsche Kolonie“, die stark mit dem Deutschen Reich sympathisierte.
Dennoch flohen während der NS-Zeit etwa 40 000 Juden nach Argentinien und auch Personen, die in ausgewiesener Gegnerschaft zum Nationalsozialismus in Deutschland standen. Aus ihnen rekrutierte sich das Lehrpersonal der Pestalozzi-Schule in Buenos Aires.

### Pestalozzi-Schule, Buenos Aires
Die Pestalozzi-Schule ist weitgehend dem Engagement von Dr. Ernesto Alemann, einem Schweizer, zu verdanken, der das Argentinische Tageblatt herausgab. Über diese Zeitung führte er einen langjährigen publizistischen Kampf gegen den Faschismus, was ihm 1938 die Aberkennung seines in Heidelberg erworbenen Doktortitels durch den damaligen Heidelberger Rektor Ernst Krieck einbrachte. Aleman engagierte sich für die Schule, als deren Träger die 1934 gegründete Pestalozzi-Gesellschaft fungierte, ideell und finanziell. Als Lehrer engagierte er ausschließlich Antifaschisten aus dem linken Spektrum, die meist der SAPD oder dem Internationalen Sozialistischen Kampfbund (ISK) nahestanden.
Die Pestalozzi-Schule hat die Zeit des Exils überlebt, sie feierte 2014 ihr achtzigjähriges Jubiläum. Auf ihrer Webseite präsentiert sie sich heute als „exzellente deutsche Auslandsschule“.

## Chile
Die in Chile lebenden Volks- und Auslandsdeutschen waren schon früh in den 1930er Jahren unter den Einfluss des Nationalsozialismus geraten, Vereine, Schulen, Zeitungen und Kirchengemeinden, waren gleichgeschaltet worden. Gleichwohl gab es zwischen diesen deutschstämmigen Chilenen und den allmählich ins Land kommenden deutschsprachigen Emigranten keine größeren Konflikte, aber auch so gut wie keine Kontakte. Das politische Umfeld für die Emigranten war unter der damaligen Volksfront-Regierung erträglich, und 1937 gab es gar in der chilenischen Abgeordnetenkammer eine Debatte über die nationalsozialistischen Umtriebe in Chile und deren Auswirkungen auf die deutschen Schulen im Lande.
Eine auf deutsche Emigrantinnen und Emigranten zurückzuführende Schule im Exil wurde allerdings in Chile nicht gegründet. Es kam jedoch zur Gründung einer deutschsprachigen Schule außerhalb der nationalsozialistischen Einflusssphäre. Die Initiative dazu ging von Schweizer Eltern aus. Sie gründeten 1938 – als Abspaltung von der nationalsozialistisch geprägten deutschen Schule – den Schweizer Schulverein, der am 3. April 1939 die Schweizer Schule in Santiago de Chile eröffnete. Der Unterricht fand anfangs im Freien statt, bevor dann eine Villa auf dem Gelände des Schweizer Clubs gebaut und danach ein Haus für eine Grundschule gekauft werden konnte. Die zunächst 12 Schüler, deren Zahl in den nächsten Jahren auf knapp 70 anstieg, darunter überwiegend Schweizer Kinder und nur wenige deutsche, wurden anfangs nur von einem Lehrer unterrichtet; er war bis 1936 an der Schweizer Schule in Barcelona tätig gewesen. Die Schule sollte „die freie und demokratische Schweizer Tradition pflegen“ und besteht auch heut noch.

## Dänemark
Dänemark war wegen seiner Fremdenpolitik und seiner politischen Rücksichtnahmen gegenüber dem mächtigen Nachbarland Deutschland kein bevorzugtes Exilland für deutsche Flüchtlinge.
Dennoch bot Dänemark von 1933 bis 1938 ein einigermaßen sicheres Exil für das in Deutschland zwangsweise aufgelöste Landerziehungsheim Walkemühle.

### Schulheim Östrupgaard
Die Geschichte des Schulheims Östrupgaard und seiner Nachfolgeeinrichtung, der Schule auf dem Herrensitz Butcombe Court bei Bristol, reicht weit zurück in die Geschichte der Landerziehungsheime in Deutschland und ist eng verbunden mit den Namen Leonard Nelson und Minna Specht sowie der Arbeit des Internationalen Sozialistischen Kampfbundes (ISK). Alle drei Schulen können trotz der unterschiedlichen Länder, in denen sie arbeiteten, nicht unabhängig voneinander betrachtet werden. Sie bilden ein Kontinuum in der Umsetzung pädagogisch-philosophischer Gedanken, die auf Leonard Nelson zurückgehen und in der Walkemühle erstmals in die Praxis transformiert wurden.

## Frankreich
Frankreich war für viele Deutsche, besonders für Künstler und Intellektuelle, nach der nationalsozialistischen Machtergreifung ein bevorzugtes Emigrationsziel. Es war jedoch kein einfaches Asylland, weil die innerfranzösischen Verhältnisse, die Auswirkungen der Weltwirtschaftskrise, eine hohe Arbeitslosigkeit, später auch der Zustrom Flüchtlinge aus dem Spanischen Bürgerkrieg, zu zunehmenden Restriktionen gegenüber den Flüchtlingen führten. Diese Situation spitzte sich dramatisch zu nach dem Einmarsch der deutschen Wehrmacht und der Besetzung von Paris im Juni 1940.
War das Leben der Flüchtlinge in Frankreich bis zum deutschen Einmarsch vielfach ein materieller Überlebenskampf, so wurde er jetzt zu einem physischen Überlebenskampf, der im günstigen Fall über die Lager im Süden, Gurs, Rivesaltes oder Le Vernet, und Marseille in ein außereuropäisches Exilland führte, im schlechten Falle über Drancy in ein Vernichtungslager im Osten. Anna Seghers großartiger Roman Transit setzt all diesen Überlebenskämpfen ein eindrückliches Denkmal.
Es gab nicht viele deutsche Flüchtlinge, die in Frankreich die Zeit des Nationalsozialismus überleben konnten, und es waren noch weniger, die sich in der Résistance aktiv am Kampf gegen den Faschismus beteiligten. Einer davon ist Pitt Krüger, der zusammen mit seiner französischen Frau Yvès und in Zusammenarbeit mit den Quäkern La Coûme aufbaute.

### La Coûme (Fondation Krüger)
La Coûme ist der Name einer ab dem Spätherbst 1933 in den Pyrenäen aufgebauten Exil-Schule für junge deutsche Flüchtlinge. Sie ist benannt nach dem Anwesen, auf dem sie entstanden ist, Mas de la Coûme. Ihre Gründer waren – mit Unterstützung der englischen Quäker – das Ehepaar Pitt und Yvès Krüger, nachdem Pitt Krüger 1933 aus dem deutschen Schuldienst entlassen und zur Emigration gezwungen worden war. Zunächst als Einrichtung geplant, die jungen deutschen Flüchtlingen zu einer landwirtschaftlichen Ausbildung verhelfen sollte, wurde La Coûme später in eine internationale Jugendherberge umgewandelt und danach in eine Schule, die stark geprägt war von den reformpädagogischen Landerziehungsheimen in Deutschland. 1975 übergab das Ehepaar Krüger La Coûme an eine gemeinnützige Stiftung, die Fondation Krüger, die auch weiterhin Trägerin der Schule ist.
La Coûme als reformpädagogisches Projekt konnte überleben, weil es im Volksschulbereich angesiedelt war, der nicht so stark durch die zentralistische Verwaltung Frankreichs reglementiert war und dadurch größere Spielräume für schulische Innovationen ermöglichte. Im Sekundarbereich dagegen kam die für Frankreich typische „extreme Trennung zwischen den beiden als klassenspezifische Systeme nebeneinander existierenden Säulen eines niederen und höheren Schulwesens“ voll zum Tragen und erschwerte beziehungsweise verhinderte reformerische Ansätze. Dies nicht hinreichend bedacht zu haben, führte zum Scheitern von Fritz Karsens Versuch, nach seiner Vertreibung von der Karl-Marx-Schule in Berlin in der Nähe von Paris eine private internationale Tages-Sekundarschule aufzubauen, die École nouvelle de Boulogne.

### Ecole Nouvelle de Boulogne, Boulogne-sur-Seine bei Paris
Die École nouvelle de Boulogne war eine 1934 von den deutschen Emigranten Fritz Karsen, Karl Linke und Walter Damus gegründete private internationale Tages-Sekundarschule. Sie alle waren zuvor an der Karl-Marx-Schule (Berlin-Neukölln) tätig gewesen und dort von den Nazis aus ihren Ämtern vertrieben worden. Die Schule hatte es schwer, sich im französischen Bildungssystem zu etablieren und existierte nur bis 1937.

## Großbritannien
Es war nicht einfach, als Flüchtling aus Nazi-Deutschland Asyl in Großbritannien zu finden. Die britischen Behörden verlangten zum Beispiel einen Bürgen, der £ 50 (knapp £ 2.500 oder 3.200 € in heutiger Währung) als Sicherheit dafür aufbieten musste, dass aus einem Flüchtling keine Belastung für den britischen Staat würde. Die Behörden akzeptierten eine Einreise auch, wenn ein Flüchtling eine Beschäftigung in Großbritannien nachweisen konnte – vorausgesetzt, die angestrebte Stelle konnte nicht durch eine einheimische Person besetzt werden. Damit kamen Beschäftigungsmöglichkeiten überwiegend im Servicebereich in Frage, als Butler, Zimmermädchen oder Koch. Die Berechtigten, die refugee domestic servants, erhielten als Einreiseerlaubnis das sogenannte domestic permit oder auch domestic work permit. Schon „daraus erklärt sich ein überdurchschnittlich große Anteil an Frauen unter den Exilanten in Großbritannien“.
Trotz dieser Hürden hatten 1939 zwischen sechzig und siebzigtausend Flüchtlinge aus Deutschland und Österreich Zuflucht in Großbritannien gefunden. Sie waren überwiegend, aber nicht ausschließlich, jüdisch. Der Anschluss Österreichs an das Deutsche Reich am 11. März 1938 und die Pogromnacht am 9. November 1938 sorgten für einen weiteren Zustrom von Flüchtlingen nach Großbritannien, unter anderem auch durch die Kindertransporte.
Problematisch wurde die Situation für die deutschen Flüchtlinge nach der Okkupation Frankreichs durch die deutsche Wehrmacht und der damit verbundenen Furcht vor einer Invasion Großbritanniens. Die Angst vor einer deutschen „fünften Kolonne“ veranlasste die britische Regierung dazu, deutsche und italienische Flüchtlinge zu Enemy Aliens zu erklären. Für sie wurden mehrere provisorische Lager eingerichtet. Das Hauptlager war auf der Isle of Man, Männer und Frauen wurden dort und anderswo in getrennten Quartieren interniert, ein erheblicher Teil der Männer wurden nach Kanada und Australien deportiert. Diese Deportationen nach Übersee hatten für einige Hundert Menschen tödliche Folgen. Bei der Überführung von Internierten nach Kanada wurde das Schiff – die Arandora Star – vom deutschen U-Boot U 47 versenkt. Mehrere Hundert deutsche und italienische Gefangenen an Bord der Arandora Star ertranken, darunter auch der ehemalige Berliner Stadtverordnete und KPD-Politiker Karl Olbrysch und seine Lebensgefährtin. Andere, wie Franz Eichenberg, hatten Glück und wurden von einem kanadischen Zerstörer gerettet.
Zu Recht verweist Jennifer Taylor auf die Rolle der Quäker als eine der aktivste Gruppe zur Rettung von Flüchtlingen vom Kontinent.
Auch einige der nachfolgenden Schulen im britischen Exil konnten nur aufgrund dieser Unterstützung in Großbritannien Fuß fassen und dort ihre pädagogische Arbeit fortsetzen. Doch andererseits war Großbritannien auch „the land of private schools“, was die Gründung der Schulen begünstigte. Auflagen für deren Betrieb gab es nur wenige.

### Beltane School, Wimbledon
In den Schriften von Hildegard Feidel-Mertz ist die Beltane School mit dem Namen Ernst Bulova verbunden, doch bleibt sowohl dessen Rolle als auch die Geschichte der Schule blass. Ernst Bulova und seine Frau Ilse waren beide Pioniere der Montessoripädagogik in Berlin und mussten 1933 emigrieren. Wie sie an die Beltane-School kamen, ist unklar, auch die Rolle, die sie dort spielten. Der Hinweis, Ernst Bulova sei Co-Direktor der Schule gewesen, ist fast noch das Konkreteste.
1940 wurden die Bulovas interniert und übersiedelten anschließend in die USA. Dort gründeten sie 1942/1943 ihr eigentliches Lebenswerk, das Buck’s Rock Work Camp. Dies wiederum findet bei Feidel-Mertz nur in einem Nebensatz Erwähnung. In dem Artikel über Ernst Bulova werden beide Einrichtungen dargestellt.
Feidel-Mertz spricht davon, dass die Bulovas 30 deutsche und österreichische Emigrantenkinder mit an die Schule gebracht hätten. Über deren Existenz ist ebenso wenig bekannt wie über die 23 Lehrkräfte, die 1937 an der Schule unterrichtet hätten. Einzige Ausnahme: Ulrich K. Goldsmith, der von 1934 an als Sprachlehrer für Latein, Deutsch und Englisch an der Beltane School arbeitete.

### Bunce Court School (New Herrlingen), Otterden (Kent)
Die Bunce Court School war ab 1933 das Exil des von Anna Essinger und ihrer Schwester Klara 1926 gegründeten Landschulheims Herrlingen bei Ulm. Der Teil der Schule, der nicht mit in die Emigration gehen konnte, wurde unter der Leitung von Hugo Rosenthal auf dem Gelände des Landschulheims als Jüdisches Landschulheim Herrlingen fortgeführt.
Die Bunce Court School ist auch unter dem Namen New Herrlingen School bekannt geworden.
Nach der durch die italienischen Rassengesetze (leggi razziali) erzwungenen Schließung des Alpinen Schulheims am Vigiljoch Ende 1938 wechselte ein Teil der Schüler zusammen mit den beiden Lehrkräften Hanna Bergas und Hellmut Schneider an die Bunce Court School.
Anna Essinger, Mitarbeiterinnen und Mitarbeiter der Schule und auch Schülerinnen und Schüler halfen mit, die Kinder zu versorgen, die mit den Kindertransporten nach England gekommen waren.
Während des Zweiten Weltkriegs war die Schule evakuiert. Sie kehrte 1946 an ihren alten Standort in Kent zurück, musste aber 1948 ihren Betrieb einstellen. Die Mission, ein sicherer Hafen für Flüchtlingskinder zu sein, war erfüllt.

### Butcombe Court bei Bristol
Butcombe Court war – nach einem ersten Exil in Dänemark – die letzte Exilstation des Landerziehungsheims Walkemühle.

### Camphill School, Aberdeen (Schottland)
Die Camphill School in Aberdeen ist eine auf den aus Österreich stammenden Arzt und Heilpädagogen Karl König zurückzuführende Heimschule für behinderte Kinder und Jugendliche, die sich in ihrer Arbeit an der Anthroposophie Rudolf Steiners orientiert.
Die im März 1939 nach der Flucht aus dem Deutschen Reich gegründete Einrichtung existiert heute noch und ist Teil der aus ihr hervorgegangenen und weltweit operierenden Camphill-Bewegung.

### Gordonstoun, Elgin (Schottland)
Die heute noch bestehende internationale Privatschule Gordonstoun wurde 1934 von dem aus Deutschland geflohenen Reformpädagogen Kurt Hahn gegründet, dem Mitbegründer und langjährigen Leiter der Schule Schloss Salem.

### Stoatley Rough School, Haslemere (Surrey)
Die Stoatley Rough School war 1934 von Hilde Lion mit Unterstützung der Quäkerin Bertha Bracey gegründet worden. Die Schule existierte bis 1960 und war maßgeblich mitgestaltet worden von Frauen, die in der liberalen Frauenbewegung der 1920er Jahre in Deutschland aktiv gewesen waren.

### Theydon Bois School, Theydon Bois bei London
Die Theydon Bois School war eine relativ späte Gründung von Emigranten für Emigrantenkinder. Sie ist 1943 entstanden im Umfeld der Free German League of Culture in Great Britain (Freier Deutscher Kulturbund in Großbritannien) und fest verankert in deren politische Aktivitäten. Unter den Schulen im Exil ist die Theydon Bois School eine derjenigen, deren pädagogische Arbeit noch am wenigsten erforscht und dokumentiert ist.

### St. Mary’s Town and Country School, London
Auf die St. Mary's School finden sich in Hildegard Feidel-Mertz' Publikationen und Archivalien keine Hinweise, obwohl sie weit stärker als die Beltane School durch zwei deutsche Emigranten, Elisabeth und Heinz Paul, geprägt worden ist. Elisabeth Paul, geborene Selver, war die Tochter eines früheren Darmstädter Rabbiners, Literaturwissenschaftlerin mit nur kurzer Lehrerfahrung an der Privaten Waldschule Kaliski. Heinz Paul war ausgebildeter Gymnasiallehrer mit Lehrerfahrungen an Max Bondys Landerziehungsheim Schule Marienau. 1936 emigrierten beide von Berlin aus nach England, wo sie 1937 heirateten und die wenige Jahre zuvor gegründete St. Mary's School übernahmen. Diese Schule, die sich als nicht konfessionell gebunden, koedukativ und reformpädagogisch orientiert verstand, existierte bis 1982. Zu ihren Schülern zählten viele Kinder aus Künstler- und Diplomatenkreisen, aber auch Kinder, die als Flüchtlinge aus dem Deutschen Reich nach England gekommen waren.

### Zufluchtsorte für Kinder und Jugendliche der Kindertransporte
Die meisten hier vorgestellten und von Hildegard Feidel-Mertz erforschten Schulen folgen den Spuren der von den Nazis aus Deutschland verdrängten Pädagogik. An der Gründung entsprechender Einrichtungen im Exil waren deshalb auch immer die verdrängten Pädagogen beteiligt, wobei es bei den Schülerinnen und Schülern schon weniger eindeutig war. In sehr vielen Fällen waren zwar Emigrantenkinder die bevorzugte Zielgruppe, auch wegen der meist angestrebten Wahrung des kulturellen Erbes, doch vielfach wurden die Schulen auch von Schülern des Gastlandes besucht.
Durch die Kindertransporte änderte sich die Situation. Plötzlich kamen Tausende von Kindern und Jugendlichen nach Großbritannien, für die eine Bleibe gefunden werden musste. Vielfach geschah das auf privater Ebene, durch die Aufnahme in Familien, und auch Schulen wie die Bunce Court School waren hier sehr engagiert. Doch das reichte nicht immer aus, und so mussten auch Einrichtungen geschaffen werden, wo eine größere Anzahl Kinder und Jugendliche der Kindertransporte untergebracht und unterrichtet werden konnten. Zwei davon sind die beiden nachfolgenden: „Whittingehame Farm School and The Millisle Farm are some examples of where some of the Kinder found refuge. These homes were also places where the children were taught agricultural techniques.“

Diese Farm-Schools waren jedoch nicht nur eine Ergänzung zur Familienunterbringung der geflüchteten Kinder, sondern auch eine bewusste Alternative dazu. Rebekka Göpfert, bei der einige dieser in Deutschland wenig bekannten Einrichtungen eine Erwähnung finden, skizziert den politischen Hintergrund, der bei den Farmgründungen eine Rolle spielte, und macht auf die unterschiedlichen Interessen der sich um die jüdischen Flüchtlingskinder kümernden Organisationen – Kinder- und Jugend-Alijah und Refugee Children’s Movement (RCM), dem organisatorischen Rückgrat der Kindertransporte – aufmerksam.

„Im Gegensatz zum RCM wandte sich Youth Aliyah grundsätzlich gegen die Plazierung der Kinder in Pflegefamilien, auch in jüdische, da eine solche Unterbringung sie nicht ausreichend auf ein Leben im Kibbuz in Palästina vorbereite. Daher wurden zu diesem Zwecke eigens Farmen erworben bzw. gepachtet, auf denen die Kinder arbeiten würden. Da die Kapazität dieser Farmen nicht ausreichte, um sämtliche Kinder aufzunehmen, wurden einzelne Kinder auf englische Farmen verteilt, die möglichst in erreichbarer Nähe untereinander standen, so daß abends und am Wochenende ein gerneinsames Programm veranstaltet werden konnte. Über ganz Großbritannien verteilt gab es etwa 20 Hachschara-Zentren (die allerdings nicht nur mit Kindern, sondern auch mit Jugendlichen über 17 Jahre sowie Erwachsenen bevölkert waren). Das berühmteste und wohl auch größte Haus dieser Art war Wittingehame House. […] Als weitere Zentren waren zu nennen die Great Engham Farm School und Pine Trees, beide in Kent, die Hale Nurseries in der Nähe von Bournemouth sowie Landough Castle in Wales nahe Cardiff und Gwtych Castle in Nord-Wales. In Nordirland gab es Clonin Castle und Millisle Farm, die allerdings wegen Transportschwierigkeiten bald wieder geschlossen wurden. Mit Kriegsausbruch mußten auch die beiden Lager in Kent geschlossen werden, weil sich die dort untergebrachten Kinder in der für enemy aliens (als die sie zunächst betrachtet wurden) unzulässigen proscribed area befanden, also zu nah an Englands Südküste lebten. Zur Entlastung wurde das weiter im Landesinneren gelegene Bydown eröffnet.“

Die Farm-Ausbildung war dem Ziel der Vorbereitung einer Auswanderung nach Palästina untergeordnet. Wichtig war deshalb der Erwerb der Hebräischen Sprache und der praktische und theoretische Erwerb handwerklicher und landwirtschaftlicher Grundkenntnisse. Darüber hinaus erfolgte der Unterricht in den üblichen englischen Schulfächern.
Für die Kinder war die Ausbildung – abhängig von ihrem Alter – mit mehr oder weniger harter Arbeit auf der eigenen Farm oder einem benachbarten Bauernhof verbunden. Über den reinen Ausbildungszweck hinaus dienten diese Feldarbeiten aber auch dazu, die eigene Versorgung zu sichern.
Ein wichtiger Bestandteil der hinter den Jugendfarmen stehenden Konzeption war es aber auch, für das psychische Wohlergehen der Kinder und Jugendlichen zu sorgen. Diesem Ziel dienten gemeinsame Veranstaltungen und Unternehmungen am Abend und am Wochenende, wobei es auch immer darum ging, dem Verlust der Heimat und des Elternhauses positive Erfahrungen und Gefühle entgegenzusetzen. Göpfert geht davon aus, „daß die emotionale Betreuung der Kinder in einem solchen Heim im allgemeinen intensiver oder warmherziger war als in englischen Familien.

#### Whittingehame Farm School (Whittingehame House), Stenton (East Lothian/Scotland)
Whittingehame Farm School existierte von Januar 1939 bis September 1941. Ihr vorrangigstes Ziel war es, männliche und weibliche Jugendliche für landwirtschaftliche Tätigkeiten in Palästina zu qualifizieren.

#### Millisle Farm
Millisle Farm war eine Farm in Nordirland. Auf ihr wurden vom Mai 1938 bis zur Schließung im Jahre 1948 etwa 300 jüdische Kinder und Jugendliche untergebracht und ausgebildet, die als Flüchtlinge mit den Kindertransporten aus dem Deutschen Reich heraus- und in Großbritannien in Sicherheit gebracht werden konnten. 1946 fanden für eine kurze Zeit auch Kinder, die das Konzentrationslager Auschwitz überlebt hatten, auf der Farm Zuflucht.

## Italien
Italien war bereits seit 1922 ein faschistischer Staat. Und dennoch war es – zumindest bis gegen Ende 1938 – auch ein relativ sicheres Exilland für jüdische und nicht-jüdische Flüchtlinge aus Deutschland. Es gab in Italien politische Repressalien, aber es gab noch keine offene Judenverfolgung, deutsche Staatsbürger benötigten kein Visum und konnten lange Zeit Gelder aus Deutschland nach Italien transferieren. Damit waren Voraussetzungen dafür gegeben, dass noch in Deutschland lebende Eltern ihre Kinder im Hinblick auf eine spätere eigene Emigration aus Deutschland herausschaffen konnten. Für diese Kinder wurden in Italien Bildungseinrichtungen geschaffen, die nicht zuletzt auch auf ein Leben in der Emigration vorbereiten sollten. An Lehrpersonal für diese Einrichtungen herrschte in der Regel kein Mangel, weil viele in Italien studierenden oder bereits forschenden Akademikerinnen und Akademiker nach der nationalsozialistischen Machtergreifung in Italien blieben oder hierher flüchteten. Für viele von ihnen war Italien allerdings nur Transitland auf dem Weg in eine bessere berufliche Zukunft in Großbritannien oder den USA.
Den deutschen Schulen im italienischen Exil wurde im Zuge der politischen Annäherung zwischen Deutschland und Italien die Existenz immer mehr erschwert. Entzogen wurde sie ihnen mit dem nach deutschem Vorbild verabschiedeten „Gesetz zum Schutz der italienischen Rasse“ vom 17. September 1938. Das Gesetz drohte allen nach 1919 in Italien eingewanderten Juden die Ausweisung an und ließ ihnen lediglich eine halbjährige Übergangsfrist.

### Landschulheim Florenz
Das Landschulheim Florenz war die Gründung zweier Nicht-Pädagogen: des Journalisten Moritz Goldstein und des 1933 entlassenen Ministerialrats im Preußischen Erziehungsministerium Werner Peiser. Das Landschulheim Florenz war bis zu seiner Schließung im Spätsommer 1938 die größte deutsche Exilschule in Italien.

### Schule am Mittelmeer, Recco (Ligurien)
Die beiden zuvor am Landschulheim Florenz unterrichtenden Pädagogen Hans Weil und Heinz Guttfeld gründeten im Frühjahr 1934 die Schule am Mittelmeer

### Alpines Schulheim am Vigiljoch, Lana (Südtirol)
Nach der durch die italienische Rassengesetzgebung erzwungenen Schließung der Schule Ende 1938 wechselte ein Teil der Schüler zusammen mit den beiden Lehrkräften Hanna Bergas und Hellmut Schneider an die Bunce Court School (New Herrlingen) in Otterden (Kent).

### Die Jüdischen Exilschulen am Gardasee
Die beiden Schulen am Gardasee,
- Casa Vita Nuova, Jüdisches Heim der Erziehung, in Toscolano-Maderno und
- Alice Jacobis Schule am Gardasee in Gardone Riviera,

wurden aufgrund der ungenügenden Quellenlage in einem Artikel zusammen dargestellt:

## Niederlande
„Die holländischen Behörden waren entgegenkommend.Reichsschulinspektor Bolkenstein setzte sich intensiv für die Belange der Schule ein. Unter seiner Zuständigkeit war schon die Reformschule, der ‚Werkplaats‘, von Kees Boeke in Bilthoven entstanden, die neue erzieherische Maßstäbe setzte. Auch sein Nachfolger van Andel hatte gute Kontakte zur Schule.“ Soviel Entgegenkommen, wie sie hier Feidel-Mertz der Quäkerschule Eerde attestiert, war in den Niederlanden Emigranten gegenüber nicht selbstverständlich – schon gar nicht seitens der konservativ geprägten Regierungen ab dem Jahr 1933: „Der innenpolitische Kurs war nicht nur antisozialistisch, sondern auch antisozial; außenpolitisch wurde ein Kurs strikter Neutralität verfolgt, besonders Deutschland gegenüber, mit dem man umfangreiche Wirtschaftsbeziehungen unterhielt und das wegen seiner Politik der ‚Ruhe und Ordnung‘, des ‚Antibolschewismus‘ und ‚Antianarchismus‘ geschätzt, seiner Rassenpolitik wegen nur hinter verschlossenen Türen mißbilligt wurde.“ Entsprechend vorurteilsbeladen war auch das Verhältnis den deutschen Emigranten gegenüber: „The ‚political‘ refugees were consistently regarded as potential troublemakers.“
Die erste Flüchtlingswelle aus Deutschland in der Zeit zwischen März und September 1933 erfolgte eher informell. Die Flüchtlinge gaben sich als Touristen aus, erklärten, sie seien auf Verwandtenbesuch oder auf der Durchreise. Sie meldeten sich selten bei der Fremdenpolizei, und diese wiederum gewährte ab 1935 nur noch vorläufige Aufenthaltsgenehmigungen, während andererseits „die Zahl der Ausweisungen wegen unerwünschter politischer Aktivitäten, wegen Mittellosigkeit oder wegen illegalen Aufenthalts“ ständig stieg. Auch Willy Brandt entging 1934 nur knapp seiner Auslieferung an die Gestapo. Ziel der niederländischen Politik war es, Flüchtlingen „keinen Daueraufenthalt [zu] gewähren, da man davon aisging, dass der nationalsozialistische Spuk schon bald verschwinden würde. So dachten auch viele Juden. Ebenso hatte man Sorge, dass die Aufnahme von Flüchtlingen die Deutschen provozieren könnte, die Vertreibung deutscher Juden weiter zu forcieren, wodurch der Druck sich dann in den Niederlanden verschärfen könnte.“
Der niederländische Staat hielt sich auch aus der Unterstützung der Flüchtlinge heraus und bestand im Falle der Juden gar darauf, dass es Sache der niederländischen Juden sei, sich um ihre Glaubensgenossen zu kümmern. Parallel dazu wurden aber die Möglichkeiten für legales Arbeiten beschnitten, und Flüchtlingen, denen dennoch eine Arbeit erlaubt wurde, mussten oft mit niederen Dienstleistungen und sehr schlechter Bezahlung vorliebnehmen.
Nach dem Anschluss Österreichs an das Deutsche Reich konnten sich auch die Niederlande nicht mehr der Tatsache verschließen, dass es nun insbesondere für jüdische Flüchtlinge triftige Asylgründe gab. Zu deren Unterbringung wurden Lager eingerichtet, so auch das Lager Westerbork, zu deren Finanzierung wiederum die Juden herangezogen wurden. Auch wenn es im Februar 1939, dem Zeitpunkt der Einrichtung der Lager, noch nicht absehbar war: Beim deutschen Überfall auf die Niederlande im Mai 1940 fand die SS so eine weitgehend von den Juden selbst finanzierte Infrastruktur samt Insassen vor, durch die sie und an denen sie ihre verbrecherische Politik vollstrecken konnte. Westerbork war auch für viele Schüler der Quäkerschule Eerde letzte niederländische Station vor den Vernichtungslagern im Osten.

### Quäkerschule Eerde bei Ommen
Die Quäkerschule Eerde wurde 1934 von deutschen, niederländischen und britischen Quäkern gegründet, um vor allem in Deutschland bedrohten jüdischen Kindern eine Zuflucht und die Möglichkeit für eine qualifizierte Schulausbildung zu bieten.
Für den Aufbau der Schule war deren erste Leiterin, Katharina Petersen, verantwortlich.
Einer der bemerkenswertesten Lehrer der Schule war der Musikpädagoge William Hildesheimer, der nach dem Krieg seinen Nachnamen anglisierte.

## Schweden
Unbeschadet der Tatsache, dass in Schweden nach 1933 viele später prominent gewordene Menschen Zuflucht gefunden haben (so Nelly Sachs, Peter Weiss, Gottfried Bermann Fischer, Willy Brandt, Herbert Wehner oder Bruno Kreisky), war Schweden während der NS-Zeit für Verfolgte aus Deutschland kein bevorzugtes Ziel und definierte sich selber auch nicht als Einwanderungsland. Im Gegenteil: Es herrschte eine restriktive Einwanderungspolitik, und die allgemeine Stimmung im Land war, bezogen auf Flüchtlinge, mindestens gespalten. 

„Legale, Illegale, Abgewiesene – sie kennzeichneten seinerzeit auch in Schweden die Zuwanderung politisch, rassistisch, überhaupt Verfolgter aus Nazi-Deutschland. Betroffen waren vor allem Kommunisten und Diejenigen, deren Pass mit einem roten »J« versehen war. So musste bei der Einreise auf dem Meldezettel angegeben werden, ob die Betroffenen mütterlicher- oder väterlicherseits jüdischer Herkunft waren. Denn mit der deutschen Besetzung der Tschechoslowakei 1938 setzte eine breite Fluchtbewegung vor allem jüdischer Personen ein. Und deren Einlass, so der damalige schwedische Außenminister, könnte »die öffentliche Meinung im Land negativ beeinflussen«.“

Dass dahinter jedoch nicht nur ein „schwedisches Modell“ steckte, sondern eine in den skandinavischen Ländern insgesamt geteilte Politik, macht Merethe Aagaard Jensen deutlich: 

„In June 1938, the political and bureaucratic decision makers of the Scandinavian countries held a conference to coordinate their approach to refugee problems. Regarding the Jewish refugee children not accompanied by parents, they expressed their concern that it would not be possible to “get rid of them” again as their natural parents could not emigrate or their foster parents became too attached to the children. The residence of Jewish children and youths in Scandinavia therefore was only thought to be a temporary solution up to when their parents had managed to build a life for themselves in a third country and could take care of their children again. In case of the participants of the Youth Aliyah a speedy emigration to Palestine was expected.“

Zwischen 1933 und 1943 nahm Schweden ungefähr 5.000 deutschsprachige Flüchtlinge auf, „von denen etwa zwei Drittel Opfer der Nürnberger Rassengesetzgebung waren“. Nach 1939 zählte zu diesem relativ überschaubaren Kreis an Flüchtlingen auch „ein Kontingent von 400 Juden in Schweden […], ausgehandelt von Cora Berliner von der Reichsvereinigung der Juden in Deutschland. Ebenso konnten dank der Bemühungen von Eva Warburg 450–500 deutsch-jüdische Kinder aufgenommen werden.“ Doch die schwedische Flüchtlingspolitik folgte stets der Devise „Schweden den Schweden“, was aus arbeitsmarktpolitischen Gründen vielleicht noch nachvollziehbar gewesen wäre, sondern sie war häufig auch rassistisch grundiert und von offener Sympathie für die nationalsozialistische Ideologie geprägt. Juden galten lange als „Wirtschaftsflüchtlinge“. Als Beleg für die rassistischen und nationalistischen Tendenzen in der schwedischen Gesellschaft mag dienen, dass nach dem Krieg auf einem privaten Dachboden in Malung von dem neuen Besitzer in einer Truhe ein Haufen Merkzettel gefunden wurde. „Diese Zettel enthielten die Namen von etwa 3000 Personen jüdischer Abstammung oder nur vermuteter. Sie sollten wohl als Unterlage für Deportationen in Vernichtungslager dienen, falls Schweden nationalsozialistisch werden würde. Ein noch größeres Judenregister führte der rechtslastige Manhem Förbundet. (Spiegel 47/1997)“
Jüdische Emigranten standen jedoch nicht nur unter Beobachtung rechtsgerichteter Kreis, sondern sie waren zum Teil auch ihren schwedischen Glaubensgenossen ein Dorn im Auge. Der schwedische Außenminister sah nach der deutschen Besetzung der Tschechoslowakei im Jahre 1938 und der dadurch ausgelösten Flucht vieler tschechischer Juden nach Schweden die Gefahr, dass durch diese Menschen „die öffentliche Meinung im Land negativ“ beeinflusst werden könnte. „Darin unterstützt wurde er durch die Jüdische Gemeinde in Stockholm, ‚die mit ihren, als minderwertig angesehnen Glaubensgenossen aus dem Osten nichts zu tun haben wollte‘.“ Es war andererseits aber gerade die etwa 4.000 Personen zählende jüdische Gemeinde Stockholms, viele Aktivitäten zur Unterstützung der jüdischen Flüchtlinge unterstützte, so auch das Internat Kristinehov, und für die von Eva Warburg nach Schweden gebrachten Kinder und Jugendlichen hatte die Gemeinde „bei der Aufnahme der Kinder eine Garantie abgegeben, während der nächsten anderthalb bis drei Jahre für diese zu sorgen. Der schwedische Staat kam im Allgemeinen nicht für alle Kosten der Unterbringung von Flüchtlingen auf.“
Zu weiteren Informationen über die schwedische Geschichte in den Jahren 1933 bis 1945 siehe Schweden in der Zwischenkriegszeit und vor allem:

### Internat Kristinehov, Västraby
Waren die meisten Schulen im Exil daraufhin konzipiert, die Kinder und Jugendlichen auf eine breite Palette von Exilländern vorzubereiten und dementsprechend auch auf international anerkannte Schulabschlüsse hinzuarbeiten, galt das für das Internat Kristinehov in der Weise nicht. Hier stand die Vorbereitung auf die Auswanderung nach Palästina im Vordergrund, wodurch sie „sich mehr und mehr zum ‚Wartesaal‘ entwickelt[e]“.

## Schweiz

### Ecole d’Humanité, Versoix (Kanton Genf)
Die Ecole d’Humanité wurde 1934 von den deutschen Reformpädagogen Paul Geheeb und Edith Geheeb-Cassirer in Versoix gegründet. Ein Teil der Schülerinnen und Schüler war vorher auf der Odenwaldschule und von dort mit den Geheebs ins schweizerische Exil geflüchtet. 1946 wurde die Schule an ihrem jetzigen Standort in Goldern-Hasliberg (Kanton Bern) verlegt.

### Les Rayons, Gland (Vaud)
Wie das Landerziehungsheim Walkemühle, so ist auch Les Rayons (Gland) ein Beispiel dafür, wie eine deutsche reformpädagogische Institution versuchten, ihre Existenz und Identität über mehrere Stationen des Exils hinweg zu retten.
Die Geschichte von Les Rayons beginnt als
und führt von Niedersachsen nach Gland am Genfer See. Dort überschneidet sie sich kurz mit der Geschichte der Quäker-Schule Ayton School, um dann als
Zwischenstation zu werden vor dem endgültigen Exil in die USA (Windsor Mountain School).
Bindeglied zwischen all dem ist das Leben und Wirken des Ehepaares Bondy.

## Türkei
Die Türkei gehört nicht zu den Ländern, in denen sich eine von Feidel-Mertz erforschte Schule im Exil befand. Der Grund mag darin liegen, dass es in der Türkei tatsächlich keine Exil-Schule deutschsprachiger Emigranten gab. Doch es gab auch dort schulische Angebote, die sich ausschließlich an die Kinder der Emigrantenkinder richteten und unabhängig waren von den unter dem Einfluss der Nationalsozialisten agierenden deutschen Schulen.
Zum Exilland Türkei und der türkischen Asylpolitik gibt es inzwischen eine umfangreiche Literatur:
Daraus ergibt sich, dass die Zahl der Emigranten relativ klein war (etwa 1000 bis 1945) und sie überwiegend dem akademischen Milieu entstammten. Die Türkei erhoffte sich, was auch eingetreten ist, durch die deutschen (ab 1938 vermehrt auch österreichischen) Emigrantinnen und Emigranten einen Modernisierungsschub auf dem Weg hin zu einem westlichen Staat, insbesondere im Universitätswesen und im Bereich der staatlichen Verwaltung. Aber es war auch ein aus Deutschland emigrierter Architekt, Bruno Taut, der den Katafalks für den 1938 verstorbenen Staatsgründer Mustafa Kemal Atatürk gestalten durfte. Pädagogen waren, sieht man von dem Musiker und Musikpädagogen Eduard Zuckmayer, einem Bruder des in die USA emigrierten Schriftstellers Carl Zuckmayer, einmal ab, unter den Türkei-Immigranten allerdings die Ausnahme.
Ein nicht unerheblicher Teil der deutschsprachigen Emigrantinnen und Emigranten reiste zwar über Istanbul in die Türkei ein, fand aber nicht dort, sondern im entfernten Ankara eine Anstellung. Auf diese Weise kamen auch viele Kinder dorthin, für die es aber vor Ort keine Möglichkeit für eine Schulausbildung gab. Der „Deutschen Schulzirkel“, in dem die Kinder der Reichsdeutschen unterrichtet wurden, kam aus politischen Gründen nicht in Frage, und der Besuch einer türkischen Schule scheiterte meist aus wechselseitigen Anpassungsschwierigkeiten. An dieser Situation änderte sich etwas, als 1934 Dr. phil. Leyla Kudret zusammen mit ihrem Mann von Istanbul nach Ankara umzog. Leyla Kudret war eine in Deutschland geborene und wissenschaftlich ausgebildete Frau, die 1921 den Türken Kudret Bey geheiratet hatte und ab 1924 in Istanbul Privatunterricht erteilte. In Ankara wurde sie schnell zu einer Institution und organisierte auf privater Basis, aber hoch professionell, die schulische Ausbildung für Kinder unterschiedlichen Alters. Viele von ihnen ermöglichte sie es, „das Studium in unterschiedlichen Fakultäten in Deutschland, den USA oder England aufzunehmen und zu beenden sowie darüber hinaus beachtliche berufliche Erfolge zu erzielen“.

## Uruguay
Uruguay verfügte vor 1933 über eine längere demokratische Tradition und einen vergleichsweise guten Lebensstandard. Doch die Weltwirtschaftskrise Ende der 1920er/Anfang der 1930er Jahre traf das exportabhängige Land schwer und führte 1933 zu einem Putsch des seit 1931 legal amtierenden Präsidenten Gabriel Terra, der das Parlament auflöste, ein autoritäres politisches System etablierte und faschistischen Kräften zu Einfluss verhalf. Die einsetzenden Verfolgungen von oppositionellen Politikern und Gewerkschaftern trieb viele Menschen ins Exil.
1933 lebten in Uruguay etwa 6000 deutschstämmige Menschen, davon noch etwa 1000 mit deutschem Pass. Zu dieser existierenden deutschen Kolonie kamen zwischen 1933 und 1944 weitere 10000 jüdische und nichtjüdische Flüchtlinge aus dem deutschen Machtbereich hinzu – weniger aus freien Stücken, sondern weil für Uruguay keine Einreise- und Aufenthaltsgenehmigungen erforderlich waren. Sie trafen dort auf eine schon seit 1932 sehr aktive Ortsgruppe der Auslandsorganisation (AO) der NSDAP, die ihren Einfluss auf die acht deutschen Schulen schnell ausbaute.

### Die Pestalozzi-Schule in Montevideo
1935 wurde in Peñarol, einem Vorort von Montevideo, die Pestalozzi-Schule gegründet. Sie ging aus einer Elterninitiative hervor, die sich der nationalsozialistischen Gleichschaltung der deutschen Schule in Montevideo widersetzte.

### DasHaus Rübensin Colonia Valdense
Auf halbem Weg zwischen Montevideo und Buenos Aires, in Colonia Valdense, baute ab 1936 die deutsche Theologin und Widerstandskämpferin Annemarie Rübens das Haus Rübens auf, ein Landschulheim, das zu einem Treffpunkt der deutschen Emigration beidseits des Rio de la Plata wurde und vielen jüdischen und nichtjüdischen Emigrantenkindern Ferienaufenthalte ermöglichte.

## USA
Eine der ersten drei Schülerinnen der Windsor Mountain School war die Tochter von Carl Zuckmayer, Maria Winnetou Zuckmayer. Es ist unklar, ob sich die Bondys und die Zuckmayers schon von früher her kannten, doch sie hatten gemeinsame Bekannte, die die Bondys bei ihrer Schulgründung unterstützten: die Schriftstellerin und Journalistin Dorothy Thompson und deren Mann, der Schriftsteller Sinclair Lewis. Sowohl die Bondys als auch die Zuckmayers gehörten demnach wohl zu jenen bevorzugten Flüchtlingen, denen Dorothy Thompson mit Unterstützung von Eleanor Roosevelt und Franklin D. Roosevelt die Einreise in die USA ermöglichte. Zwar reisten die Zuckmayers 1939 zunächst mit einem Besuchervisum in die USA ein, doch nach einer kurzen Reise der gesamten Familie nach Kuba konnten die Zuckmayers von dort aus – unter Umgehung der Einwanderungsquote – mit einem unbefristeten Non-Quota-Visum auf Dauer in die USA zurückkehren.

Man brauchte damals Beziehungen und Glück, um in die USA einwandern zu können: 

„Traditioneller Isolationismus bestimmte die amerikanische Außenpolitik bis zum erzwungenen Eintritt in den Zweiten Weltkrieg nach dem japanischen Überfall auf die amerikanische Marinebasis Pearl Harbor auf Hawaii im Dezember 1941. Und der bestimmte auch die amerikanische Einwanderungs- und Flüchtlingspolitik nach 1933.“

Affidavits, Bürgschaftserklärungen amerikanischer Freunde oder Verwandten, und eine strikte Quotenregelung waren die bevorzugten Instrumente der amerikanischen Politik, um diesen Isolatismus aufrechterhalten zu können. Kommunistenfurcht und hohe Arbeitslosigkeit dienten zu dessen zusätzlicher Rechtfertigung. Aus den Reihen des bereits 1938 eingerichteten und vor allem nach 1945 unter dem Senator Joseph McCarthy berüchtigt gewordenen Komitees für unamerikanische Umtriebe hieß es dazu: 

„We must ignore the tears of snobbing sentimentalists and internationalists, and we must permanently close, lock and bar the gates of our country to new immigration waves and then throw the keys away.“

So sehr Isolationismus, Fremdenfeindlichkeit und Antisemitismus die offizielle Einwanderungspolitik der USA bestimmten (das Schicksal der Menschen auf der St. Louis ist ein makabres Beispiel dafür), so beeindruckender war andererseits die private Welle der Hilfsbereitschaft und das Engagement der vielen Hilfsorganisationen, „die sich um die Rettung der Flüchtlinge kümmerten, materielle Hilfe leisteten sowie für die berufliche und soziale Integration sorgten“. Die Familie Bondy, die Gründer der Windsor Mountain School und der Roeper School, haben davon profitiert, und ebenso, wenn auch mit mehr Schwierigkeiten, Hans Maeder, der Gründer der Stockbridge School.

### Windsor Mountain School, Vermont
Die Windsor Mountain School ist die zweite Exilstation des Ehepaares Max und Gertrud Bondy nach ihrer Vertreibung vom
und ihrem daran anschließenden Exil in der Schweiz, wo sie für etwa drei Jahre die Schule
in Gland VD geleitet hatten. Da den Bondys angesichts der drohenden Kriegsgefahren auch die Schweiz nicht sicher genug erschien, erfolgte 1939 mit Hilfe des Marienauer Altschülers und späteren Schwiegersohns Georg Roeper die Übersiedelung in die USA. Hier bauten sie mit Unterstützung der Schriftstellerin und Journalistin Dorothy Thompson und deren Mann, dem Schriftsteller Sinclair Lewis, ihre neue Schule auf, die nach dem Tod von Max Bondy (1951) von dessen Sohn Heinz geleitet wurde.
Georg Roeper und Annemarie Bondy heirateten 1939 kurz nach der Ankunft der Familie in den USA. Sie gründeten 1941 ihre eigene Schule, die heute noch bestehende „The Roeper School“.

### The Roeper School
In der Übersicht von Hildegard Feidel-Mertz über die Schulgründungen im Exil wird die Roeper School nicht erwähnt. Begründungen hierfür finden sich nicht, obwohl die Schule ja bereits 1941 gegründet wurde, und nicht erst nach dem Zweiten Weltkrieg wie die Stockbridge School. Möglicherweise spielt der etwas andere pädagogische Ansatz hierfür eine Rolle, denn die Roepers konzentrierten sich von Anfang an auf die Förderung hochbegabter und talentierter Kinder. Sie waren beide Absolventen des Landerziehungsheims Schule Marienau, aber sie verfolgten ihren eigenen Ansatz.

### Stockbridge School, Stockbridge (Massachusetts)
Die 1948 von Hans Maeder gegründete Schule ist im Vergleich zu den übrigen Exilschulen keine, die während der nationalsozialistischen Herrschaft außerhalb Deutschlands gegründet wurde. Sie ist eine Nachkriegsgründung, die aber in der Person ihres Gründers auf eine wahre Exil-Odyssee verweist. Und sie ist in der Tradition der liberalen deutsche Reformpädagogik „eine Weiterentwicklung der Freien Schulgemeinde unter amerikanischen Bedingungen. Mit amerikanischem Gründeroptimismus wurden Pioniergeist und Abenteuerlust zur Veränderung gesellschaftlicher Bedingungen mobilisiert. Man wollte bewusst Alternativen, ein neues Menschsein, bieten.“

### Buck’s Rock
In den Schriften von Hildegard Feidel-Mertz findet das von Ernst Bulova gegründete Buck’s Rock Work Camp kaum Erwähnung, vermutlich deshalb nicht, weil es keine Schule war, sondern ein nur für wenige Monate im Jahr betriebenes Summer-Camp. Gleichwohl steht hinter diesem Camp nicht nur das Emigrantenschicksal seines Gründers und dessen Frau Ilse, sondern auch die Fortführung einer zuvor in Deutschland praktizierten fortschrittlichen Pädagogik. Beide waren Pioniere der Montessoripädagogik in Deutschland gewesen und hatten in Berlin Montessorieinrichtungen geleitet. Diese pädagogische Richtung blieb auch die Richtschnur ihres Wirkens in Buck’s Rock. Im Vergleich zur Beltane School (siehe oben bei Großbritannien) muss man Buck’s Rock als das eigentliche Lebenswerk der Bulovas betrachten.

### Manumit School
Die Manumit School war eine aus der amerikanischen Reformbewegung der 1920er Jahre hervorgegangene „progressive school“, die von den amerikanischen Gewerkschaften unterstützt wurde und sich vorrangig um Kinder aus der Arbeiterklasse kümmerte. Ab 1938 kam es zu einer Zusammenarbeit der Manumit School mit Ingrid Warburg Spinelli, die nach einer Betreuungsmöglichkeit für jüdische Flüchtlingskinder suchte, die sich stärker an Traditionen deutscher Landerziehungsheime oerientieren sollte als an rigiden Assimilationsmodellen. Daraus entstand dann das Progressive School Committee for Refugees' Children, dessen prominenteste Unterstützerin Eleanor Roosevelt war.
Obwohl die Manumit School auch den Namenszusatz „Farm School“ führte, ergeben sich daraus keinerlei Ähnlichkeiten zu den oben erwähnten Farm Schools in Großbritannien, denn an der Manumit wurde das Farming zu keiner Zeit als Vorbereitung auf eine Einwanderung nach Palästina verstanden.